# Vince Clarke & Paul Hartnoll
Vince Clarke & Paul Hartnoll, también conocido como Clarke:Hartnoll, es un dúo británico de música electrónica, conformado por los músicos Vince Clarke (fundador de Depeche Mode, Yazoo y desde hace más de 30 años en Erasure) y Paul Hartnoll (fundador de Orbital).

## Historia
Clarke y Hartnoll decidieron comenzar un proyecto musical juntos con el que van a realizar el álbum 2Square, precedido por el sencillo Better Have a Drink to Think

## Discografía
- 2Square (2016/álbum)
  - Better Have a Drink to Think (2016/sencillo)